# Temps de tromboplastina parcial activat
El temps de tromboplastina parcial (TTP) o el temps de tromboplastina parcial activat (TTPa) és una prova de sang que caracteritza la coagulació de la sang. Un nom històric per a aquesta mesura és el temps de coagulació de caolí-cefalina (o, simplement, temps de cefalina), que reflecteix caolí i la cefalina com a materials usats històricament en la prova. A més de detectar anormalitats en la coagulació sanguínia, el TTP també s'utilitza per controlar l'efecte del tractament de l'heparina, un medicament àmpliament prescrit que redueix la tendència a la coagulació de la sang.
El TTP mesura la velocitat global a la qual es coagula la sang mitjançant dues sèries consecutives de reaccions bioquímiques conegudes com a via intrínseca i via comuna de coagulació. El TTP mesura els següents factors de coagulació: I (fibrinogen), II (protrombina), V (proaccelerina), VIII (factor antihemofílic), X (Stuart–Prower), XI (antecedent de tromboplastina plasmàtica) i XII (factor Hageman).
El TTP s'utilitza sovint juntament amb una altra mesura de la rapidesa que té lloc la coagulació de la sang anomenada temps de protrombina (TP). El temps de protrombina (TP) mesura la velocitat de coagulació mitjançant la via extrínseca.